# Igala jezik
Igala jezik (ISO 639-3: igl; igara), nigersko-kongoanski jezik, jedini predstavnik istoimene podskupine yoruboidske skupine, kojim govori oko 800 000 ljudi (1989 UBS) u nigerijskim državama Kogi, Edo i Anambra. Postoji sedam dijalekata, to su ebu, idah, ankpa, ogugu, ibaji, ife i anyugba.
Uči se u osnovnim školama. Pripadnici etničke grupe zovu se Igala.

## Vanjske poveznice
- Ethnologue (14th)
- Ethnologue (15th)
- The Igala Language[neaktivna poveznica]